# یاشل‌کول
یاشل‌کول (انگلیسی: Yashelkul) یک شهرک در شهرستان میاکینسکی استان باشقیرستان کشور روسیه است.